# استدلال ربایشی

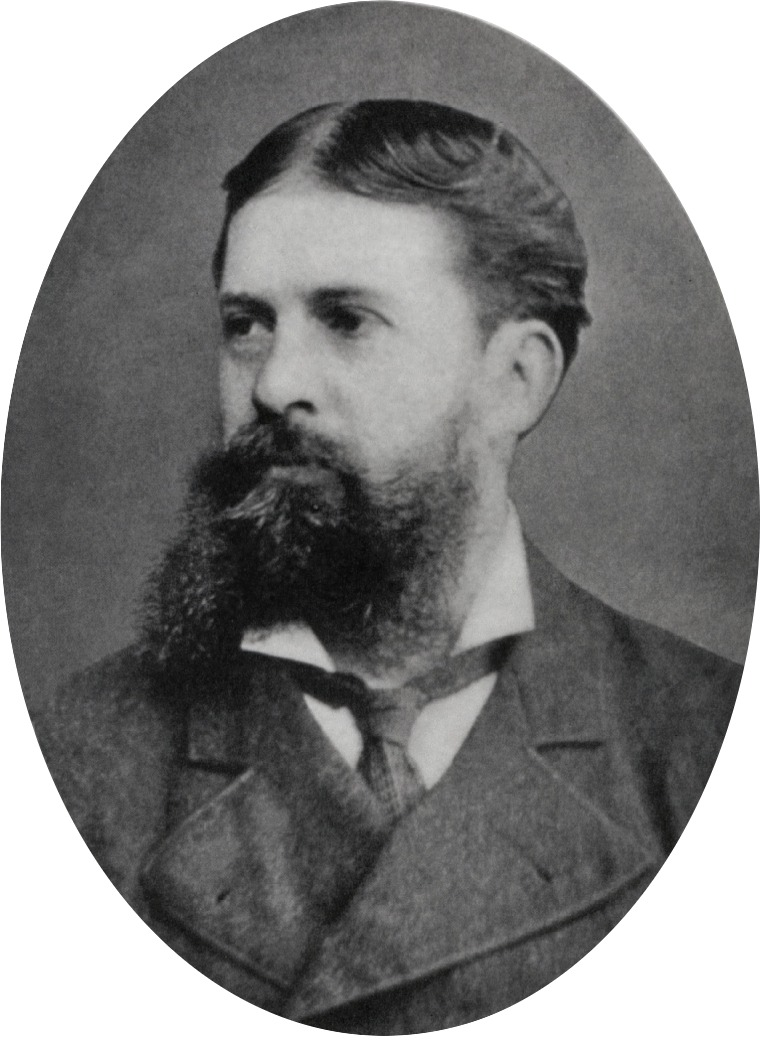
سی اس پیرس دانشمند، فیلسوف و نشانه شناس امریکایی

استدلال رُبایِشی (به انگلیسی: Abductive reasoning) شکلی از استنباط منطقی است که با یک مشاهده یا مجموعه‌ای از مشاهدات آغاز می‌کند و سپس به دنبال یافتنِ ساده‌ترین و محتمل‌ترین توضیح برای آن مشاهدات است. این فرایند، برخلاف استدلال قیاسی، هرچند نتیجۀ معقولی به دست می‌دهد، اما به طور قطعی آن را اثبات نمی‌کند. بنابراین، نتیجه‌های استدلال ربایشی دارای ردّی از عدم اطمینان یا تردید دانسته می‌شوند، و با اصطلاحاتی مانند "بهترین گزینۀ موجود" یا "به احتمال زیاد" توصیف می‌شوند. کمابیش می‌توان استدلال ربایشی را به مثابه استنتاج بهترین تببین (به انگلیسی: inference to the best explanation) قلمداد کرد، گرچه همۀ موارد کاربردِ اصطلاحات استدلال ربایشی و استنتاج بهترین تببین دقیقاً با یکدیگر معادل نیستند. 